# Onthophagus gigantivigilans
Onthophagus gigantivigilans là một loài bọ cánh cứng trong họ Bọ hung (Scarabaeidae).